# Ecuadortonia uhleri
Ecuadortonia uhleri är en insektsart som först beskrevs av Victor Antoine Signoret 1876.  Ecuadortonia uhleri ingår i släktet Ecuadortonia och familjen pärlsköldlöss.
Artens utbredningsområde är Ecuador. Inga underarter finns listade i Catalogue of Life.